# Victim blaming
Victim blaming, (deutsch für 
Täter-Opfer-Umkehr oder Schuldumkehr, auch Opferbeschuldigung) ist das Vorgehen, die Schuld des Täters für eine Straftat dem Opfer zuzuschreiben.
Dadurch wird das Leid des Opfers verstärkt (sekundäre Viktimisierung). Statt Beistand und Hilfe erfährt das Opfer Anklage und Beschuldigung. Traumafolgestörungen werden dadurch wahrscheinlicher und extremer.

## Geschichte
Verbreitet wurde dieser Begriff hauptsächlich in den Vereinigten Staaten ab den 1970er Jahren, um eine Strategie der Strafverteidigung bei Vergewaltigungs-Prozessen zu beschreiben, die dem Vergewaltigungsopfer die Schuld an der Tat zuschreiben möchte, um den Angeklagten beziehungsweise mutmaßlichen Täter zu entlasten. Neben Sexualstraftaten findet sich diese Art der Verteidigung auch bei Gewalttaten und Straftaten mit rassistischem Hintergrund. So beschrieb der Psychologe William Ryan blaming the victim in seinem gleichnamigen Buch aus dem Jahre 1971 als eine Ideologie, die den Rassismus gegen Afroamerikaner rechtfertigen sollte.

## Psychotraumatologie
Wenn im Rahmen von z. B. Nötigung, Erpressung oder der Verletzung des höchstpersönlichen Lebensbereichs durch Bildaufnahmen Nacktbilder in Umlauf kommen, wird der Fokus oft auf die Erstellung und Existenz solchen Bildmaterials gelegt, nicht auf die Straftaten, die bei Verbreitung oder Beschaffung vorlagen. Dies kam erstmals beim Hackerangriff auf private Fotos von Prominenten 2014 in den Fokus der Öffentlichkeit. 
Victim blaming ist auch im Zusammenhang mit dem Verhalten von Narzissten beschrieben worden, die nahestehenden Personen Schuldgefühle suggerieren, um sie davon abzuhalten, ihre Vormachtstellung in Frage zu stellen.

## Massenpsychologie
Außerhalb der Viktimologie und Psychotraumatologie findet der Begriff der Täter-Opfer-Umkehr in der Kritischen Theorie zur Beschreibung kollektiver Täter-Opfer-Schuldzuweisungen als „Schuld- oder Erinnerungsabwehr“ bzw. in der neueren Antisemitismus-Forschung Verwendung.

## Beispiele
- das Opfer einer Vergewaltigung wird der Mitschuld beschuldigt, da es aufreizende Kleidung getragen habe
- einem Opfer von Mobbing wird vorgeworfen, durch sein Verhalten selbst schuld an der Situation zu sein
- die Leiden eines Opfers der häuslichen Gewalt werden verharmlost mit Aussagen wie „Er/Sie hätte sich ja trennen können, wenn es so schlimm war“
- nach Äußerung einer rassistischen Aussage wird das Opfer als überempfindlich dargestellt, wenn es sich darüber beschwert
- ein überfallenes Land wird beschuldigt, den Krieg angefangen zu haben